# Elecciones generales de Surinam de 2025
Las elecciones generales de Surinam, se celebraron el 25 de mayo de 2025. La fecha fue anunciada por el presidente Chan Santokhi en su discurso anual en la Asamblea Nacional el 1 de octubre de 2024.
Tras su dimisión a mediados de octubre de 2024 como ministro del Interior, Bronto Somohardjo fue sucedido un mes y medio después por Delano Landvreugd como ministro y Maurits Hassankhan como viceministro. Hassankhan tendrá la responsabilidad de organizar las elecciones de 2025.

## Contexto
Las elecciones generales de 2020 dan lugar a una alternancia. El Partido de la Reforma Progresista (VHP), liderado por Chan Santokhi, resultó vencedor, duplicando su número de escaños en comparación con la elección anterior y logrando su mejor resultado electoral desde 1973. El Partido de Liberación General y Desarrollo (ABOP), también en la oposición, obtuvo ocho escaños, su mejor resultado desde su creación en 1990. En segundo lugar, tras perder casi la mitad de sus votos, el Partido Nacional Democrático (NDP) del presidente saliente y ex dictador Dési Bouterse sufrió una derrota significativa, perdiendo su mayoría absoluta de escaños.
Después de las elecciones, VHP y la ABOP iniciaron las negociaciones para la formación de un gobierno de coalición con el Partido Nacional de Surinam (NPS) como una posibilidad  .El 30 de mayo de 2020, se anunció una coalición de cuatro partidos que reúne a estos tres partidos, así como al Imperio Glorioso (PL), con el líder del VHP, Chan Santokhi, como candidato a la Presidencia de la República, y el líder de la ABOP, Ronnie Brunswijk, a la Presidencia de la Asamblea Nacional y posteriormente Vicepresidente de la Repùblica, mientras que los demás partidos obtuvieron puestos dentro del gobierno y la administración. Aunque la nueva coalición contaba con una gran mayoría en la asamblea, los cuatro miembros de la coalición solo suman 33 de los 51 escaños entre ellos, un escaño menos que la mayoría de dos tercios necesaria para las elecciones presidenciales de Surinam de 2020.  La coalición liderada por el NDP, relegada a la oposición, decidió  no proponer ningún candidato, dejando sin oposición las candidaturas de Santokhi y Brunswijk. Por lo tanto, fueron elegidos el 13 de julio por aclamación, antes de recibir las felicitaciones de Dési Bouterse, quien mencionó su discurso de despedida: el pueblo ha hablado.
Acusado de dejar un país en ruinas económicas, condenado a 20 años de prisión por los asesinatos de 15 opositores políticos conocidos como las masacres de diciembre en 1982, el expresidente Dési Bouterse huyó de la justicia y se refugio en la selva aislada en el sur del país y murió a finales de diciembre de 2024. Fue reemplazado como líder del NDP por Jennifer Geerlings-Simons, Presidenta de la Asamblea Nacional durante el mandato de Dési Bouterse.
El gobierno dirigido por el VHP, mientras tanto, se vio envuelto en numerosos escándalos de corrupción y una mala gestión de las finanzas públicas, hasta el punto de verse obligado a recurrir a la ayuda del Fondo Monetario Internacional para reestructurar su deuda pública. Aunque pudiendo presumir de una gestión macro económicamente exitosa, esta reestructuración obligó al país a someterse a una política de austeridad muy impopular, hasta el punto de provocar manifestaciones violentas en varias partes del país y durante varias semanas.

## Sistema electoral
Los 51 escaños de la Asamblea Nacional se eligen mediante el sistema de representación proporcional por listas de partidos. Las elecciones generales anteriores se habían celebrado utilizando diez distritos electorales plurinominales, pero tras un fallo del Tribunal Constitucional en 2022 que consideró que eran inconstitucionales, los distritos electorales fueron abolidos y los 51 escaños se elegirán en un solo distrito electoral a nivel nacional. Este caso fue iniciado por Serena Essed. La Asamblea aprobó el nuevo sistema electoral el 13 de octubre de 2023. Desde las elecciones legislativas de 1987, la distribución de escaños se realizaba de manera proporcional, pero con diez circunscripciones de 2 a 17 escaños correspondientes a los distritos del país.
Los candidatos deben tener al menos 21 años de edad, tener ciudadanía, haber residido en su circunscripción durante al menos dos años antes de las elecciones y pertenecer a un partido político. Por tanto, no hay posibilidad de registro para los candidatos independientes.
Surinam es uno de los pocos países con un sistema parlamentario con un jefe del ejecutivo que es a la vez jefe de Estado y jefe de Gobierno, pero que es elegido indirectamente por el Parlamento para un mandato concurrente con el suyo, de 5 años. Después de cada elección legislativa, la Asamblea Nacional elige un nuevo presidente por una mayoría calificada, es decir de dos tercios. Los candidatos a presidente deben tener al menos treinta años de edad, tener nacionalidad y haber residido en Surinam durante los últimos seis años. Si después de dos rondas de votación ninguno de ellos obtiene el número necesario de votos, la Asamblea, junto con los Consejos de los 10 distritos y 63 municipios del país, se reúne en una Asamblea Popular Unida (Verenigde Volksvergadering) para elegir a un candidato por mayoría relativa.

## Campaña
En las elecciones de 2025 participan catorce partidos. Entre los temas principales de la campaña se encuentra la gestión de los potenciales ingresos de los importantes campos petrolíferos recientemente descubiertos. Jennifer Geerlings-Simons, líder del NDP, se compromete a exigir que: Todas las empresas trabajan con personas de Surinam y compran productos de Surinam. Como parte de los esfuerzos para garantizar el acceso de la población a los beneficios de los ingresos petroleros. El presidente saliente, Chan Santokhi (VHP), se compromete a mantener el estatus de Surinam como país carbono neutro y a utilizar parte de los ingresos del petróleo para la transición a una economía verde y proyectos relacionados, señalando que las reservas se agotarían en 40 años. También promete utilizar los ingresos generados para distribuciones de efectivo bajo el programa "Regalías para todos".